# Nicula, Cluj

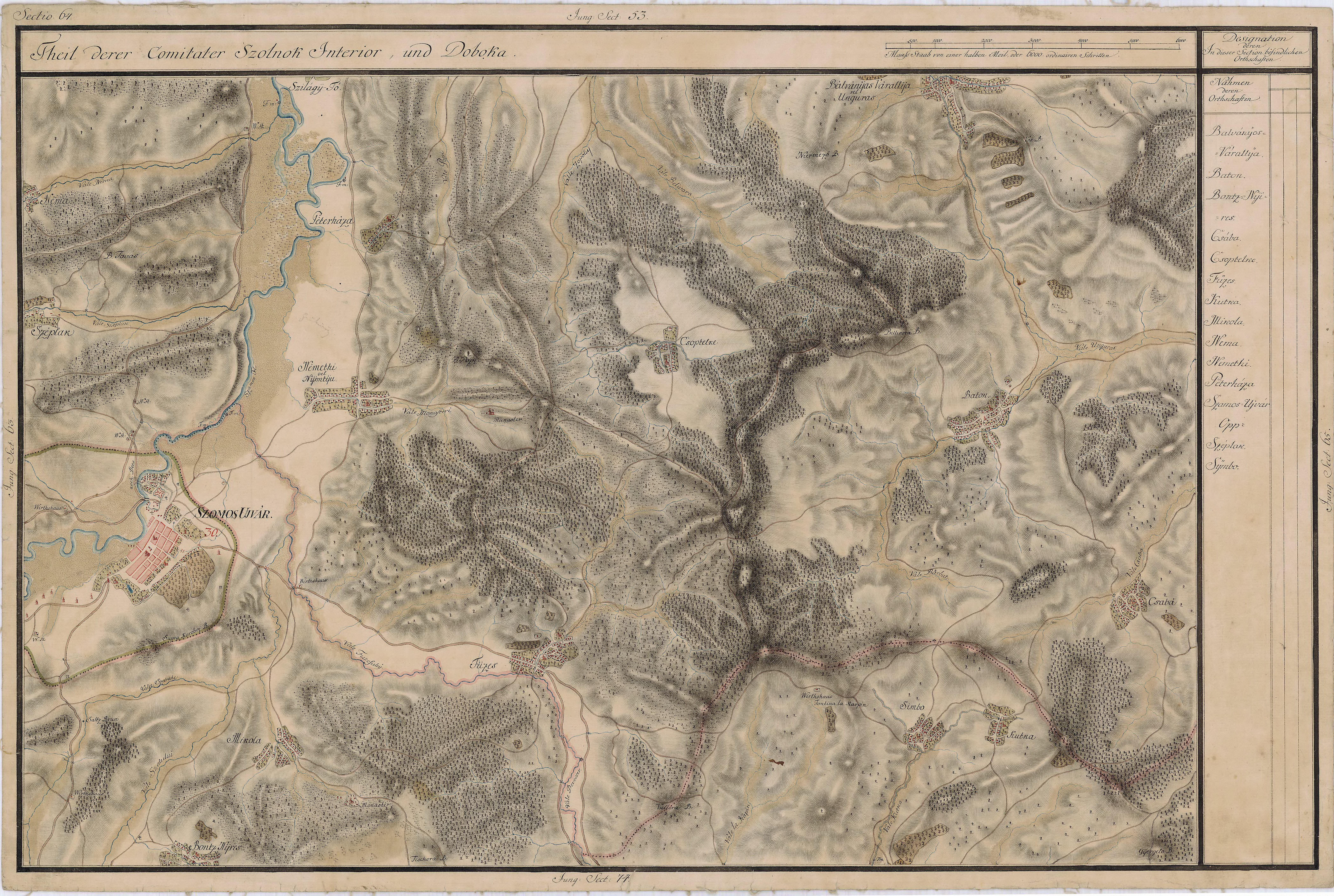
Nicula pe Harta Iosefină a Transilvaniei, 1769-1773

Nicula (în maghiară Füzesmikola) este un sat în comuna Fizeșu Gherlii din județul Cluj, Transilvania, România.

## Dispunere geografică / Atestare
Satul Nicula se alfă așezat între dealuri acoperite de podgorii, având o formă alungită. Se află la circa 3 km de orașul Gherla și se poate ajunge la el trecând peste dealuri sau urmând șoseaua. Singura zonă împădurită se găsește în jurul Mănăstirii Nicula, de dimensiuni mici, în partea de de sud. În partea de sud-vest se ridică dealul Mănăstirii, dealul Cărbunari, poiana Bleghii și Podurile. Estul satului este dominat de dealul Zăpodia și Gherghelul. Toată așezarea se află într-o căldare care prezintă o mare bogăție vegetală. Prin mijlocul satului trece un pârâu. Cele mai apropiate sate sunt Fizeșu Gherlii, la nord-est, la 12 km se află vechea așezare a Sicului, unde există exploatări de sare încă din timpul ocupației romane. În partea de vest se află localitatea Hășdate, care aparține astăzi administrativ de orașul Gherla.
Nicula face parte din vechile sate aplasate pe râul Someș, al căror trecut se pierde în negura istoriei. Există cercetători ai locului care au afirmat că numele de Nicula și-ar avea sorgintea de la un pustnic al cărui nume era Nicolae. Kádár József a precizat că satul a fost amintit pentru prima oară în anul 1326 ca fiind o simplă pădure. Tot el  a mai susținut că numele ar proveni de la primul proprietar al pământurilor de aici sau de la numele Sfântului Nicolae care era patronul bisericii. Cercetătorul Ion Apostol Popescu a considerat că satul ar fi ființat încă din jurul anului 1200 în mijlocul unei păduri, adică a antedatat fără a aduce surse documentare atestarea lui Kádár József.
Locul este atestat documentar din anul 1326 ca hotar feudal de pădure sub numele de Mykolatelukefeu. În 1369 locul respectiv apare ca fiind locuit de români. Așezarea este menționată în 1456 ca Mykola, iar un an mai târziu, în 1457, ca Mycola.
În anul 1456, așezarea a aparținut domeniului Unguraș și avea legături strânse cu Moldova. În timpul lui Ladislau al V-lea, Nicula a fost dat familiei Bánffy, iar Matei Corvin l-a donat în anul 1458 lui Gereb János, care era unul dintre conducătorii Ardealului. În 1553, satul a intrat sub controlul cetății Gherla, iar în 1600 a fost vândut pentru 1.000 florini familiei Wass de la Țaga. Potrivit documentelor istorice, Nicula a trecut în 1809, din nou, sub administrația orașului Gherla.

## Istoric

Nicula - panorama satului

În anul 1602 a ars tot satul, inclusiv biserica, după care niculenii și-au refăcut casele și gospodăriile. În locul bisericii din lemn arse în anul 1602 niculenii și-au construit altă biserică din lemn pe dealul numit "Vergheleu", cu iconostas datat 15 februarie 1694 și clopot inscripționat din 1696 cu litere chirilice. În această biserică parohială a Niculei a fost așezată icoana Maicii Domnului zugrăvită de meșterul Luca din Iclod în 1681 și cumpărată de nobilul român Ioan din Nicula, care a dăruit-o bisericii parohiale din sat. Conform procesului verbal încheiat la 28 martie 1699 de iezuiții conventului de la Cluj-Mănăștur, icoana ar fi lăcrimat în acel an din 15 februarie până în 12 martie, la fel ca icoana similară din Pociu, care ar fi lăcrimat în 1696.
Treptat numărul locuitorilor a crescut, mulți dintre ei devenind "nemeși" (mici nobili), pentru vitejia arătată în războaiele purtate de principii Ardealului. Astfel, recensământul din anul 1866 a consemnat la Nicula "160 de fumuri" (case), din care 142 aparțineau unor nobili români: Pop, Tămaș, Cupșa, Chifor, Pașca, Prodan, Mircea, Roman, Raț, Fechete, Belindean, Vaida, Ancean, Mureșan etc.
Nicula a făcut parte până în 1919 din comitatul Solnocului Interior (Solnoc-Dăbâca), iar apoi din județul Someș.
Conform recensământului din 1930 populația Niculei era de 848 locuitori, dintre care 826 greco-catolici, 10 ortodocși, 6 romano-catolici și 6 reformați.

## Descoperiri arheologice
Celt - din bronz; datare repertoriu: bronz final ,.

## Monumente
În contextul unirii ecleziastice cu Biserica Romei la sfârșitul secolulului al XVII-lea, iezuiții prezenți cu acest scop în Transilvania au consemnat în 1699 lăcrimarea icoanei de la Nicula, ocazie prielnică pentru stimularea pietății populare în nordul Transilvaniei, după modelul icoanei de la Pociu, care ar fi lăcrimat cu trei ani înainte. Papa Clement al XIII-lea a acordat în anul 1767 indulgență plenară (iertarea păcatelor) celor care vizitează biserica de la Nicula în sărbătorile mariane ale Nașterii Fecioarei Maria, Bunei‑Vestiri și Adormirii Maicii Domnului. Mănăstirea Nicula a luat ființă la sfârșitul secolului al XIX-lea, când a fost construită biserica de zid. Atât satul, cât și Mănăstirea de la Nicula se regăsesc în Harta Iosefină a Transilvaniei. Din analiza hărții se constată că mănăstirea exista pe actualul amplasament și în perioada 1769 - 1773 , când a avut loc cartografierea satului și a mănăstirii.  
În perioada interbelică Biserica Ortodoxă Română a organizat o propagandă intensă împotriva pelerinajelor de la Nicula. Astfel oficiosul Episcopiei Ortodoxe a Vadului, Feleacului și Clujului, săptămânalul Renașterea, nega în anul 1938 faptul că la Nicula, în mănăstirea "uniaților" (expresia peiorativă la adresa greco-catolicilor), nu s-ar afla icoana Maicii Domnului care a lăcrimat în 1699. Concluzia articolului intitulat "Baza pelerinajului de la Nicula" era aceea că "cercetările istorice dovedesc că la Nicula e numai o pseudo-icoană", iar originalul s-ar afla la Biserica Piariștilor din Cluj.
Călugării greco-catolici au fost arestați de autoritățile comuniste în anul 1948 (ultimul staret, egumenul bazilian - Ordinul Sfantul Vasile cel Mare - dr. Leon Manu a murit ulterior in închisoarea de la Gherla), în locul lor au fost instalați clugari ortodocși aduși de peste Carpați, la 18 decembrie 1948, primul stareț ortodox fiind în persoana ieromonahului Varahiil Jitaru, născut în anul 1913 în localitatea Pângărați, județul Neamț.
Biserica din lemn de la Nicula a ars în anul 1973, în locul ei fiind adusă Biserica de lemn din Năsal Fânațe, adusă la rândul ei din satul Gostila, comuna Poiana Blenchi, județul Sălaj.

## Demografie
Referitor la structura populației după etnie aceasta se prezinta astfel:
Analiza structurii populației dupa naționalitate scoate in evidențǎ o pondere covírșitoare a românilor. Urmare a faptului cǎ existǎ perioade in care evreii si rromii nu si-au declarat nationalitatea sau persoanele care au efectuat recensǎmíntul nu au tinut seama de acest lucru, structura dupa naționalitate se impune a fi analizatǎ si in corelație cu apartenența religioasǎ a populației prezentatǎ mai sus. Se observǎ ca in perioada 1857 - 1910 numǎrul real de evrei din sat nu este consemnat corespunzator.

## Date geologice
În perimetrul acestei localități s-a pus în evidență prezența unui masiv de sare gemă și a unor izvoare sărate, saramura fiind întrebuințată din vechi timpuri de către localnici.

## Galerie de imagini

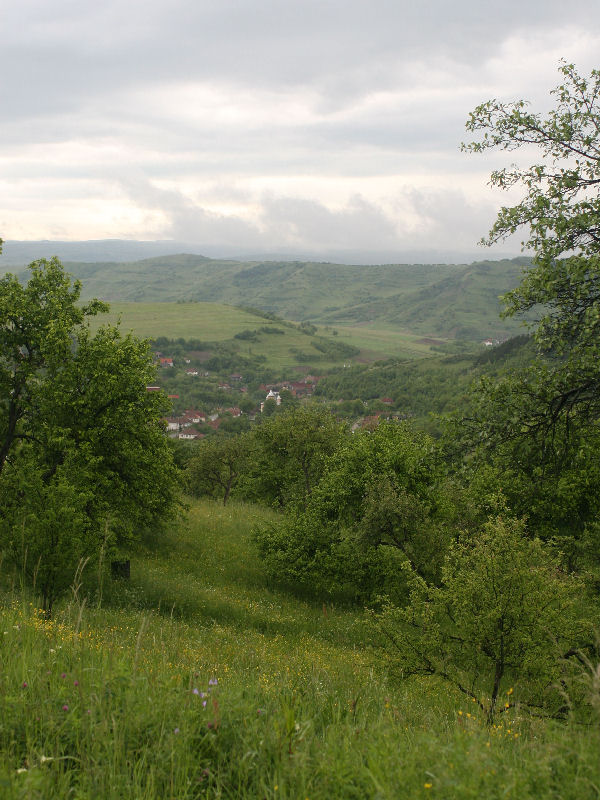
Nicula (vedere dinspre mănăstire)
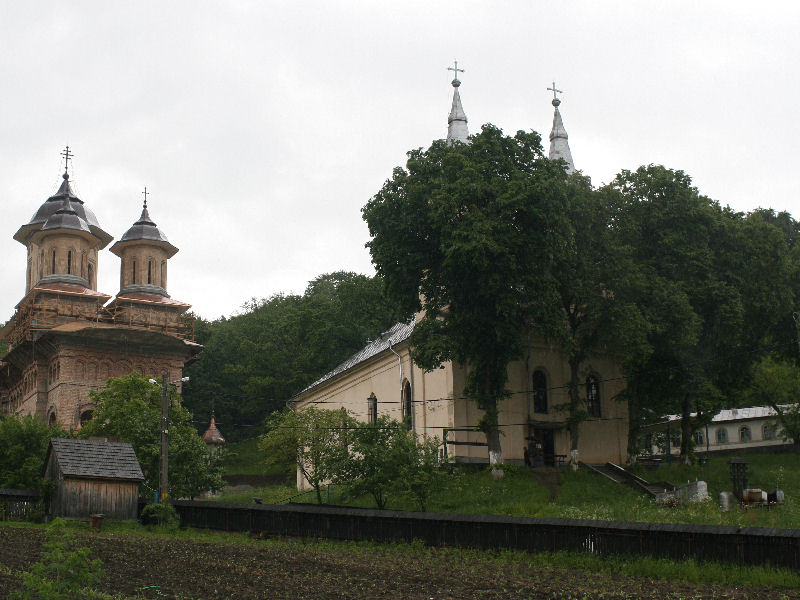
Mănăstirea Nicula (cele două biserici de zid)
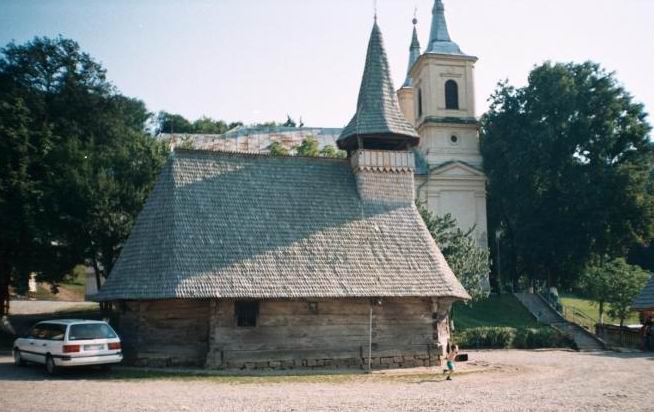
Biserica de lemn din Năsal Fânațe
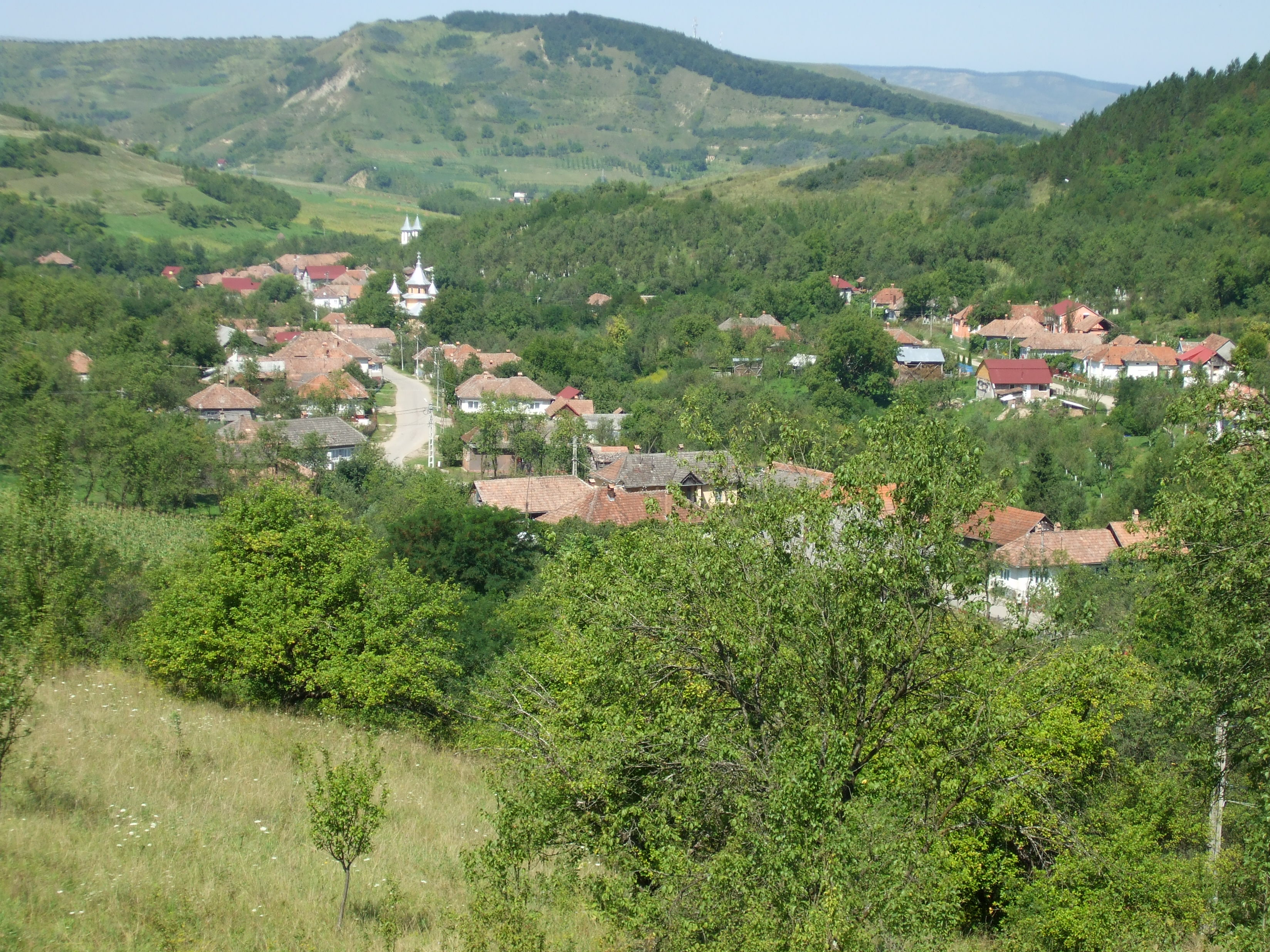
Nicula (august 2009)
Panorama satului - vedere din ǐncinta mǎnǎstirii
Mǎnǎstirea Nicula , biserica nouǎ ortodoxă (august 2009)
Vechea biserică de zid a Mǎnǎstirii Nicula (august 2009)
Micul cimitir de la Mǎnǎstirea Nicula
Mǎnǎstirea Nicula - vechile chilii ale călugărilor bazilieni
Biserica veche si biserica nouǎ de zid din ǐncinta mǎnǎstirii Nicula
Biserica nouă de la mǎnǎstire - în fazǎ avansatǎ de construcție
Bierica de lemn din incinta mănăstirii Nicula
Mǎnǎstirea Nicula - construcții noi
Aleea de la intrarea in Mǎnǎstirea Nicula
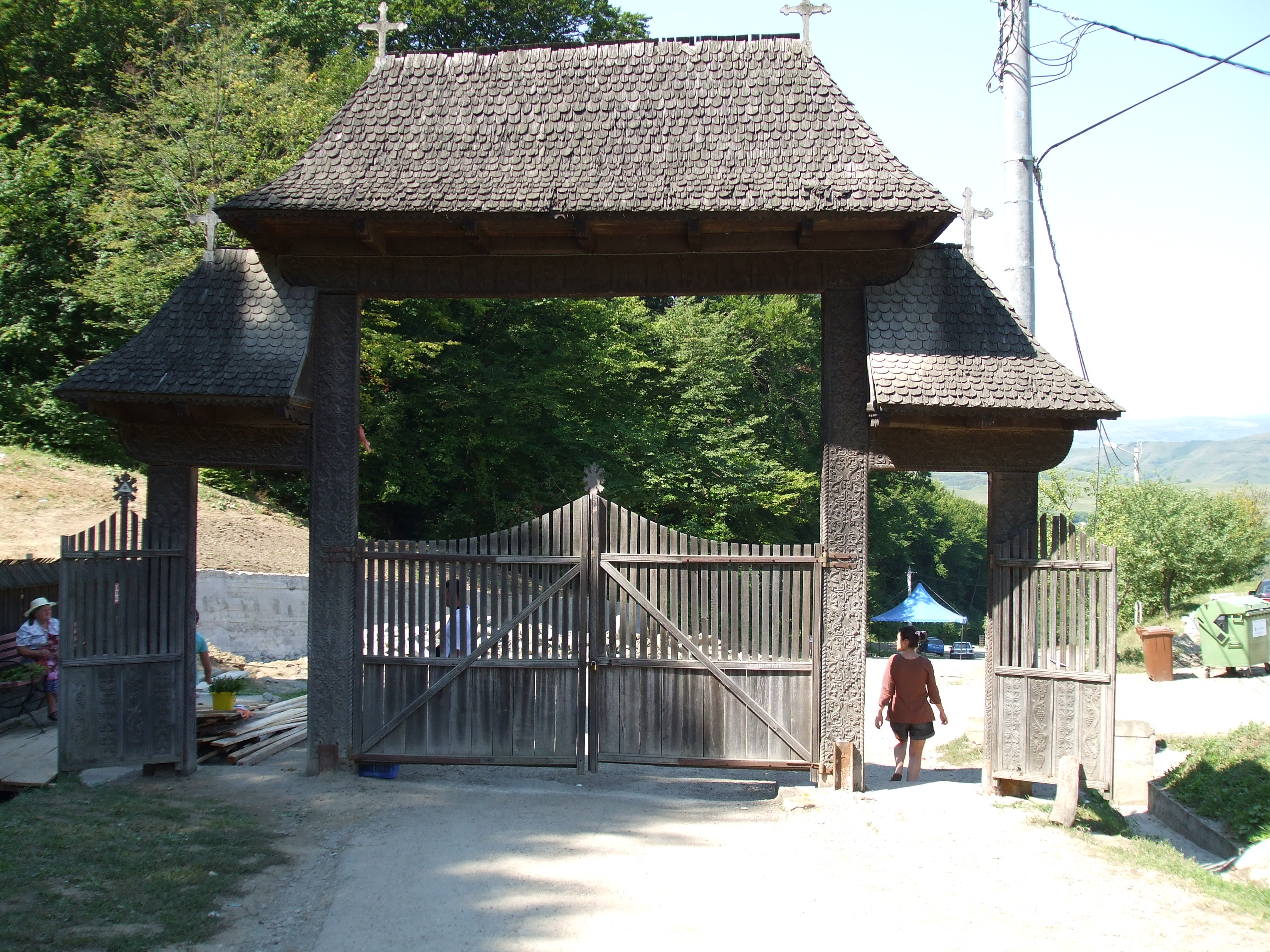
Mǎnǎstirea Nicula - poarta de la intrare
Mǎnǎstirea Nicula - Vedere de ansamblu